# Ichneumon cynthiae
Ichneumon cynthiae là một loài tò vò trong họ Ichneumonidae.